# Maxi Trusso
Maximiliano Trusso (Buenos Aires; 1 de agosto de 1970), conocido también como Maxi Trusso, es un cantante, DJ, compositor y productor argentino de música electropop.

## Carrera
Nacido el 1 de agosto de 1970 en el barrio de Palermo, Maxi empezó como DJ en Buenos Aires a fines de los 80's, llegando a tener más de 10.000 discos.
Se mudó a Italia en los 90´s y formó el dúo electropop Roy Vedas con Francesco Di Mauro, un siciliano que conoció en Cerdeña, y juntos editaron su primer disco con el prestigioso sello inglés Mercury Records. 
Su éxito retro futurista "Fragments of Life" alcanzó los primeros lugares del Top of the Pops en 1998, siendo hoy en día una canción de culto. La misma introduce el efecto de sonido digital "auto-tune", siendo el precursor en la utilización del mismo. La revista The Face la elige como una de las mejores canciones de la década.
Se instalan en Inglaterra, Reino Unido y giran por Grecia, Dinamarca y Suecia, y telonean a The Rolling Stones en Turquía, donde suben a escena con trajes espaciales.
Comparte escenario con bandas como Madness, Pulp, Mogwai y Guided by Voices, insertándose de manera profesional en la escena alternativa inglesa.
En el 2000 vuelve a Argentina y hace un disco solista de rock clásico con aires folk, para lo cual convoca al prestigioso guitarrista Fernando Goin. "Leave Me and Cry", lleno de guiños al bluegrass, folk y rock americano, termina saliendo en el 2006 por Acqua Records.
En el 2010 sale Love Gone, disco clásico y de vanguardia, en el que se mezclan diversos géneros como rock, pop, new wave, glam, góspel y el folk. Trusso fue elegido como "Revelación musical del año" por la revista Rolling Stone.
Junto al guitarrista y productor Mercurio, lanza su sencillo "No Matter", que se difunde en radios locales realizando presentaciones en formato dúo electrónico. Por otro lado, funda Avanti in Dietro, una banda de rock que lo acompañará durante un tiempo, presentándose en los principales festivales de Argentina, entre los cuales compartió escenario con el cantante británico James Blunt en el Estadio Luna Park, entre otros.
En 2010 graba con DJ Zucker y su banda, Poncho, el tema "Please Me", con el que se sube al podio del tema del verano, y es elegido para el comercial de Fravega con el famoso actor argentino, Ricardo Darín. Pasa a ser el sencillo más vendido de iTunes Argentina, logrando un récord histórico siendo el primer éxito del verano cantado en inglés de producción nacional. Luego fue remixado por el DJ Paul Oakenfold, y sonó en varios países de Europa.
A continuación edita el disco de 6 canciones “Il Firichinio”, coproducido por la red social para artistas FictionCity, con el video musical del tema "You Got It".
Recibe en la casa del Cine de Roma, el premio "CD de Oro Cinevox" por la música de la película italiana Studio Illegale, y en Buenos Aires realizó la música de la película Querida, voy a comprar cigarrillos y vuelvo de Mariano Cohn y Gastón Duprat, que se estrenó el 5 de mayo de 2011. 
En 2013 lanza un nuevo sencillo "Same Old Story", con un videoclip protagonizado por la famosa modelo Silvina Luna, y en 3 días llega a los 100.000 espectadores y a los primeros puestos de las principales radios. Es seleccionado como tema de apertura del nuevo ciclo de Showmatch 2014 de Marcelo Tinelli, y es el tema más vendido de iTunes Argentina durante varios meses.
A continuación presenta el disco S.O.S, producido por Hit Designers. Se trata de un disco de 10 canciones electropop, con un sonido compacto y actual que impacta con gran éxito; y su segundo corte "Nothing at All" pasa al primer puesto en iTtunes Argentina, manteniéndose entre los tres primeros lugares desde que es lanzado, y en 6 meses llega a las 3.000.000 de vistas, posicionándose en Chile, Brasil y Paraguay, ascendiendo a los primeros puestos de los rankings de las radios de estos países. A día de hoy ya lleva más de 10 millones de reproducciones en Spotify.
Participa de los principales festivales de música de la Argentina, como el Personal Fest y el We Colour Festival, y es invitado como único artista a cantar en la presentación del lineup del Lollapalooza, donde se presenta en 2015 tanto en Argentina como en Chile.
Realiza un EP a beneficio de la Fundación Scholas Occurrentes, la red de educación impulsada por el Papa Francisco para ayudar a entes educativos. Himno a Francesco contiene dos temas y fue entregado por el propio artista a Su Santidad en el día de su cumpleaños, el 17 de diciembre de 2015, en el Vaticano. 
En junio presenta un nuevo video del tema "Nobody's Lonely" y llega a n.º 1 en ventas en iTunes en pocos días. Y más tarde corta el simple "The Girl", balada contundente con un video donde participa la modelo Stephanie Demner.
Termina el 2015 lanzando el primer corte de un nuevo disco que saldría en marzo de 2016; el tema es "Taste of Love", con un video filmado en Las Vegas producido por FTV Latinoamérica, siendo la cortina durante varios meses del programa diario Noches FTV conducido por Dolores Barreiro; nuevamente es el tema más escuchado de la Argentina y países limítrofes, y llega a España con un éxito inesperado.
(Lost Frequencies, DJ neerlandés, hace un mashup con este tema y uno propio para la publicidad de Beldent, éxito total en las redes sociales).
Lanza otro corte en mayo de 2016, el sexto éxito en dos años, "Streets of Rock 'n Roll" (con su versión spanglish). Este es el segundo corte del nuevo disco Last Call, con 20 canciones que vuelven a sorprender. "Make you Mine", "Born Sleepy" y "For You" están incluidos en él.
Más tarde, en 2017, lanzó "Always a Reason", tema pop muy ágil y bailable, con video de Andy Caballero, y "Sunset Boulevard", sumando con cada tema un nuevo éxito. 
Por segundo año consecutivo fue nominado como "Mejor artista masculino pop" a los Premios Gardel.
Comenzó el 2018 con el tema "Knocking at the Sun", producido por Luca Pretolesi, productor de artistas como Diplo y Major Laser entre otros, y con un video grabado en Los Ángeles, California. Su versión en español que se llama "Llamando al Sol". En agosto de ese año lanzó "Love that Matters", producido por el Chino Courvoisier, con un estilo electropop moderno con tintes '80/'90, que incluye la participación del rapero de Ohio Drake Jomaa. En diciembre cerró el año con "Sunny Days" también con el Chino Courvoisier; esta una magnífica balada pop/electrónica que habla de la esperanza de algo bueno por sobre cualquier adversidad. 
En 2019 lanza "Psychedelic Rays", "No Hay Amor - Goodbye Everybody", "The Look", cover de Roxette junto a Lula Miranda, y "Red and Cross" con Sebastián Bazán, con muy buena repercusión en radios. 
Es padrino de la orquesta de cuerdas de Fundecua, organización sin fines de lucro que enseña la música como herramienta de inclusión y transformación social, a quienes acompaña con su canto a la Operación Abrazo en La Madeleine, París y a Iguazú en Concierto, Festival Internacional de Orquestas Juveniles -con niños hasta 18 años de los 5 continentes-; al 19.º Encuentro de Orquestas Juveniles en el Luna Park.
En el 2020, volviendo a sus orígenes en Londres, realiza una reversión del tema "OKUK" lanzado allí mismo 20 años antes, y en la cual utiliza las voces de esa primera grabación. El tema, relacionado con el Brexit de alguna manera, surge en el momento donde el mundo mira la división entre Reino Unido y la Unión Europea, y Maxi considera que "se está OK en UK pase lo que pase", ya que habiendo sido el lugar que le dio una oportunidad siendo extranjero mucho antes de existir la UE, siente que eso no va a cambiar.

## Reconocimiento en Argentina
En 2011, la canción «Please Me» de Poncho en la cual Maxi Trusso canta, fue elegida para un comercial de la marca Frávega, con la actuación de Ricardo Darín, alcanzando los primeros puestos en las principales radios y el N.º 1 de iTunes Argentina y logrando así un récord histórico, por ser el primer éxito del verano, cantado en inglés y producido nacionalmente. Desde allí su carrera creció inconmensurablemente y comenzó a tener excelente aceptación por parte del público. En el mismo año realizó la música de la película Querida voy a comprar cigarrillos y vuelvo de la dupla Cohn-Duprat, que se estrenó a mediados del año 2011.
En diciembre del 2011, Trusso lanzó su trabajo denominado El Firichinio; con seis canciones que muestran algunas facetas, intereses y talento. 
Durante el año 2012, «Please Me» es remixado por el DJ y productor Paul Oakenfold formando parte de su nuevo compilado. Otro de sus destacables reconocimientos es el que Maxi Trusso recibió en Roma: el “Disco de Oro Cinevox”, por la música que hizo de la película Studio Illegale producida junto a Marco Bailo y Avanti in dietro.
En 2014, lanzó su nuevo éxito titulado «SOS (Same Old Story)». Su videoclip fue protagonizado por la modelo Silvina Luna y alcanzó el puesto N.º 1 de los videos más vistos de MTV Latinoamérica y nuevamente llegó al primer puesto de iTunes Argentina. El disco de Maxi Trusso S.O.S (Same Old Story) tuvo una gran repercusión en Argentina debido a que uno de sus sencillos «Nothing at All», tema super pegadizo y con un sonido muy original, fue una de las canciones más escuchadas en el país y llegó a ocupar el puesto N°1 en radios y a ser una de las más buscadas en el buscador de Google. En este álbum Trusso trabajó junto con los productores Ramón Garriga, Frank Madero y Chino Courvoisier de Hit Designers. El resultado fue imbatible: un sonido compacto y actual.
El 24 de enero de 2015, se presentó en el festival Personal Fest, compartiendo escenario con Fankgoriland, Illya Kuryaki and the Valderramas, Cirse, Iceberg del Sur, Coti y Miranda!. Ese mismo año compuso la canción «Nobody is Lonely» cuyo éxito fue inmediato. En mayo de 2016 presentó su nueva canción titulada «Taste of Love», adelanto de Last Call, álbum lanzado en agosto del mismo año.
En agosto de 2018 lanzó el sencillo "Love that Matters" producido por Chino Courvoisier, un tema fresco y alegre que habla sobre la importancia del amor por sobre todas las cosas, con la inclusión de un invitado, el rapero de Ohio Drake Jomaa.
En diciembre del mismo año fue el turno de salir al aire "Sunny Days", trabajando con el mismo productor; una hermosa balada a tiempo medio, esperanzadora, bella y contundente.

## Vida personal
Vive en Buenos Aires, con su pareja Inés García Lanza y sus hijas, una de cada uno, ambas llamadas Olivia.
Es simpatizante del gobierno de Javier Milei, a quien le dedicó su canción Yoroley Milei.

## Discografía

### Álbumes
- 2007: Leave Me and Cry - Acqua & Pirca Records
- 2010: Love Gone - Pirca & Bingo Records
- 2014: S.O.S. (Same Old Story) - Pirca Records
- 2016: Last Call - Pirca Records

### Bandas sonoras
- 2011: Querida, voy a comprar cigarrillos y vuelvo (Banda sonora)
- 2013: Studio Illegale (Soundtrack del film)

### Sencillos
- 1998: "Fragments of Life" - Mercury Records
- 2011: "Please Me" (ft. Poncho (banda))
- 2014: "Same Old Story"
- 2014: "Nothing at All"
- 2014: "Himno a Francisco" - Pirca Records
- 2015: "Nobody is Lonely"
- 2015: "Taste of Love"
- 2016: "Make You Mine"
- 2016: "Streets of Rock and Roll"
- 2017: "Always a Reason" - Pirca Records
- 2017: "Sunset Boulevard"
- 2018: "Knocking at the Sun"
- 2018: "Love that Matters" (ft. Drake Jomaa)
- 2018: "Sunny Days"
- 2019: "The Look" (Cover) (ft. Lula Miranda)

### Reediciones
- 2015: S.O.S. (Same Old Story) (Maxeiro Edition)
- 2017: DELUXE LAST CALL (Maxeiro Edition)

### EP
- 2011: El Firichinio (Con Poncho)
- 2018: Love that Matters / Sunny Days: Remixes (EP)